# Macrohastina stenozona
Macrohastina stenozona är en fjärilsart som beskrevs av Louis Beethoven Prout 1926. Macrohastina stenozona ingår i släktet Macrohastina och familjen mätare. Inga underarter finns listade i Catalogue of Life.